# Lukas Hinterseer
Lukas Hinterseer (* 28. März 1991 in Kitzbühel) ist ein österreichischer Fußballspieler.

## Privates
Lukas Hinterseer ist der Enkel von Ernst Hinterseer, Sohn von Guido Hinterseer und Neffe von Hansi Hinterseer.

## Vereinskarriere

### Karrierebeginn in Kitzbühel
Seine aktive Karriere als Fußballspieler begann der Neffe des berühmten Allrounders Hansi Hinterseer verhältnismäßig spät im Alter von zehn Jahren bei seinem Heimatverein, dem FC Kitzbühel. Dort absolvierte er sämtliche Jugendspielklassen und stand kurz vor einer Einberufung in die beiden Herrenmannschaften seines Vereins, als er ein Angebot vom FC Wacker Innsbruck bekam. Nachdem der Schüler des BORG Innsbruck mehrere Jahre im Kitzbüheler Nachwuchs verbracht hatte, zog es ihn schließlich in die nahe Landeshauptstadt, wo er vorerst nur in den Nachwuchsbereich des FC Wacker aufgenommen wurde. Dort verbrachte er einen Großteil der Saison 2008/09 und kam des Weiteren auf regelmäßige Einsätze in der von Toto gesponserten U-19-Jugendliga, wo er sich zumeist allerdings nicht wirklich durchsetzen konnte und bei seinen lediglich acht Meisterschaftseinsätzen gleich drei gelbe Karten und eine gelb-rote Karte hinnehmen musste. In dieser Saison gab er auch sein Debüt für die zweite Kampfmannschaft des Vereins, die ihren Spielbetrieb zu diesem Zeitpunkt noch in der Tiroler Landesliga hatte. Dort sammelte der Kitzbüheler erste Erfahrungen im Herrenfußball und wurde dabei bereits am 9. August 2008 bei einem 2:1-Auswärtserfolg über den Innsbrucker AC erstmals in den Kader geholt. Damals noch ohne Einsatz gab er sein Herrendebüt schließlich am 11. Oktober 2008 beim 0:0-Remis gegen den SV Längenfeld, als er von Beginn an mit der Nummer 11 auf dem Rasen stand und in der 81. Spielminute für den mehr als drei Jahre älteren Südtiroler Daniel Niederjaufner ausgewechselt wurde. Bereits bei seinem dritten Einsatz in der zweiten Mannschaft gelang ihm beim 9:0-Kantersieg auswärts gegen den SC Kirchberg am 21. März 2009 ein Treffer; im weiteren Spielverlauf wurde er noch ausgewechselt. Im weiteren Saisonverlauf folgten für ihn weitere Einsätze, sowie ein Tor bei einem 2:1-Erfolg über den SK Jenbach, wo er auch kurz vor Spielende mit der roten Karte vorzeitig vom Platz gestellt wurde und weitere zwei Tore bei einem 3:1-Sieg über Längenfeld. Am Ende reichte es für Hinterseer, der im Laufe der Saison elf Ligaspiele absolvierte und dabei vier Tore erzielte, und sein Team für den Meistertitel in der Viertklassigkeit. Dabei hatte die Mannschaft, die in der gesamten Saison nur eine Niederlage hinnehmen musste, den Aufstieg bereits einige Runden vor Schluss fixiert.

### Aufnahme in die Herrenteams des FC Wacker Innsbruck

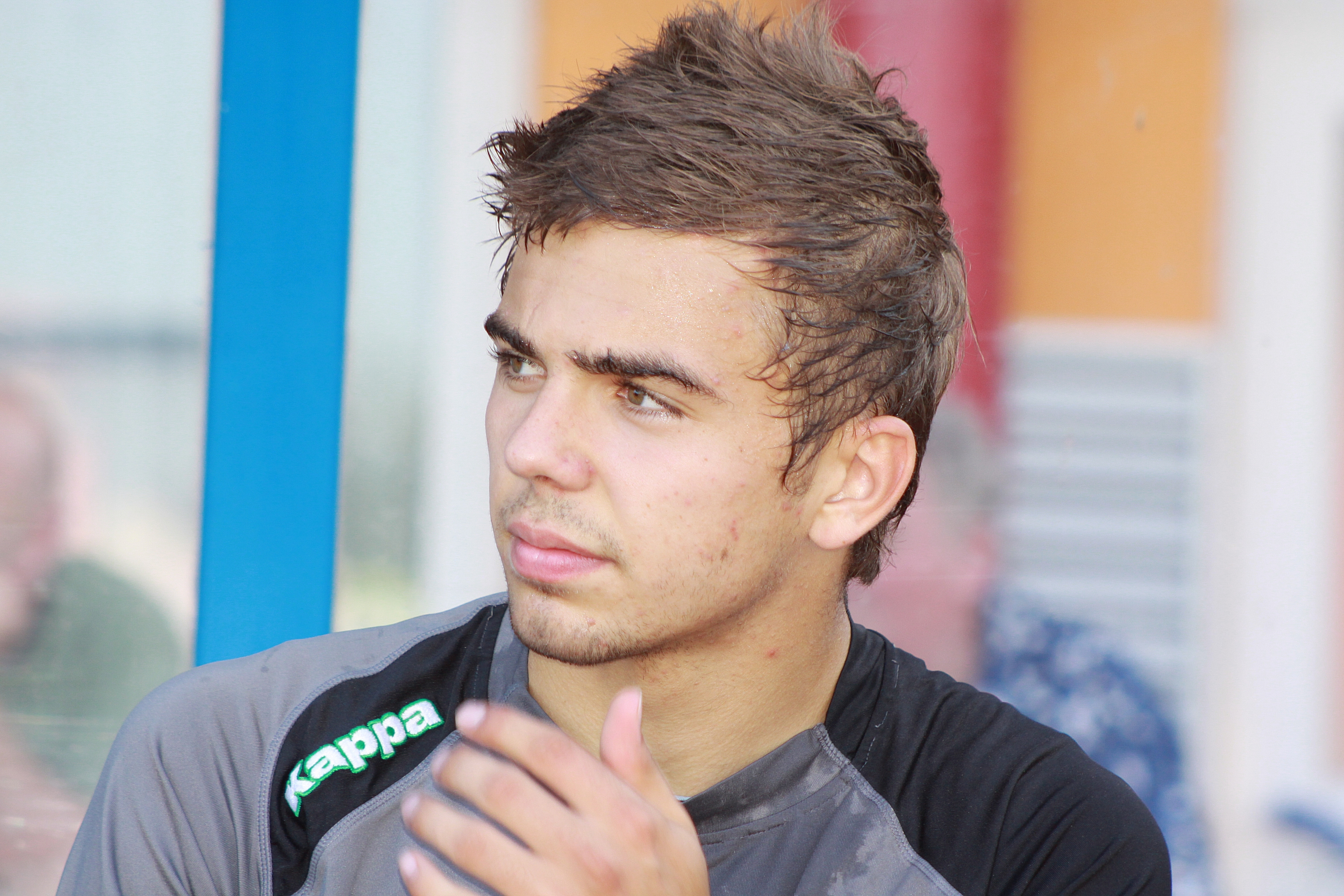
Lukas Hinterseer kam erst im Jahre 2008 über seinen Heimatverein in die Landeshauptstadt.

Mit Beginn der Spielzeit 2009/10 endete auch Hinterseers Jugendkarriere, als er seinen ersten Profivertrag beim FC Wacker Innsbruck unterzeichnete und für diesen zu sporadischen Einsätzen im Profibereich kam, aber auch erfolgreich mit den Amateuren mitspielte. Nach dem Aufstieg in die RL West avancierte der gelernte Stürmer zu einer torgefährlichen Stammkraft in den Angriffsreihen der Innsbrucker, wobei ihm bei insgesamt 19 Regionalligaeinsätzen sieben Treffer gelangen. Gleichzeitig gab er dabei am 14. Juli 2009 beim Erstrundenspiel gegen die Red Bull Salzburg Juniors sein Debüt in der Profimannschaft, die zum damaligen Zeitpunkt noch in der Ersten Liga, der zweithöchsten Spielstufe im österreichischen Fußball, vertreten war. Im Spiel wurde er in Minute 71 für seinen Offensivpartner Markus Unterrainer eingewechselt. Danach folgten über die gesamte Saison hinweg weitere sieben Ligaauftritte für die Innsbrucker, wo er allerdings immer nur als Ersatzspieler auf den Rasen kam und zumeist nur einige Spielminuten absolvierte. Bei einem 3:0-Auswärtserfolg über den FC Dornbirn am 20. März 2010, seinen mit einer knappen halben Stunde längsten Einsatz im Laufe der Saison, erzielte er in der 69. Minute per Nachschuss seinen ersten Treffer im Profifußball, der gleichzeitig auch den Endstand im Spiel besiegelte. Bei seinem letzten Auftritt in der Profiliga erzielte er am 9. April 2010 beim 1:0-Heimsieg über den FC Lustenau 07 in der 94. Spielminute nach Harding-Pass per Seitfallzieher den einzigen Treffer des Spiels. Am Saisonende 2009/10 stieg er mit den Tirolern nach deren Abstieg in der Saison 2007/08 wieder ins Oberhaus auf. Am Ende der Spielzeit reichten zwei Punkte Vorsprung vor dem FC Admira Wacker Mödling für den neuerlichen Aufstieg in die österreichische Bundesliga.
Auch in der Saison 2010/11 konnte sich Hinterseer nicht wirklich im Profiteam durchsetzen und brachte es dabei auf lediglich drei Bundesliga(kurz)einsätze. Sein eigentliches BL-Debüt gab der Mittelstürmer dabei exakt einen Monat nach seinem letzten Profieinsatz, am 9. April 2011 beim 1:0-Sieg über den SC Magna Wiener Neustadt. In der Begegnung wurde er in der 90. Minuten für seinen Sturmkollegen Julius Perstaller eingewechselt. Erst in den beiden letzten zwei Runden der laufenden Saison schenkte ihm Cheftrainer Walter Kogler erneut das Vertrauen und setzte ihn bereits etwas länger ein, als noch in der Vergangenheit. So verzeichnete er am 22. Mai 2011 einen rund 38-minütigen Einsatz gegen den LASK Linz (1:0), als er erneut für Perstaller auf den Rasen kam. Auch beim Saisonfinale gegen den SK Sturm Graz, das die Grazer zum österreichischen Meister 2010/11 machte, wurde Hinterseer als alleiniger Stürmer eingesetzt. In dieser Begegnung verzeichnete er seinen ersten Einsatz im Profiteam von Beginn an, ehe er in der 56. Spielminute durch den Spanier Carlos Merino González ersetzt wurde. Parallel dazu absolvierte er in der Regionalliga West 20 Meisterschaftsspiele, in denen er acht Tore erzielte und mit dem Team eine Runde vor Schluss im Tabellenmittelfeld rangierte.

### Leihen nach Lustenau und zur Vienna
Nach einer Frühjahrssaison in der zweithöchsten Spielklasse beim FC Lustenau 07 wechselte er wiederum leihweise im Sommer 2012 zum Ligakonkurrenten seines Leihvereins First Vienna FC.

### Rückkehr zu Wacker Innsbruck
Nach seiner Rückkehr vom First Vienna FC im Jänner 2013 entwickelte sich Hinterseer zum Stammspieler in der Kampfmannschaft und konnte sechs Torbeteiligungen (3 Tore, 3 Torvorlagen) in 13 Spielen beisteuern. In der Saison 2013/14 wurde er endgültig unentbehrlich im Team; er kommt vornehmlich im offensiven Mittelfeld und als hängende Spitze zum Einsatz. Dank seiner überzeugenden Leistungen wurde er von Marcel Koller auch in den Kader der Nationalmannschaft berufen.

### Wechsel nach Deutschland
Der deutsche Zweitligist FC Ingolstadt 04 verpflichtete Hinterseer zur Saison 2014/15 und stattete ihn mit einem Vertrag bis zum 30. Juni 2016, inklusive Option auf ein weiteres Jahr, aus. Mit dem Siegtor zum 1:0 in der 66. Minute am 15. August 2015 (1. Spieltag) im Auswärtsspiel gegen den 1. FSV Mainz 05 erzielte er sein erstes und das erste Bundesligator für den Verein.
Nach Ende der Saison 2016/17 und dem Abstieg der Ingolstädter in die 2. Bundesliga wurde der Vertrag von Hinterseer nicht verlängert, sodass er sich ablösefrei dem VfL Bochum anschloss. Dort debütierte er beim 1:1 gegen den MSV Duisburg am 5. August 2017, dem 2. Spieltag der Saison 2017/18. Beim 5:2-Sieg gegen den FC Nöttingen in der ersten Hauptrunde des DFB-Pokals 2017/18 am 13. August 2017 erzielte er seine ersten drei Pflichtspieltreffer für Bochum. Der zum Ende der Zweitligasaison 2018/19 auslaufende Vertrag des Offensivspielers, der im Schnitt in jedem zweiten Spiel für den VfL traf, wurde im Frühjahr 2019 nicht mehr verlängert.
Zur Zweitligasaison 2019/20 unterschrieb der Stürmer einen bis Juni 2021 gültigen Vertrag beim Hamburger SV. Unter dem Cheftrainer Dieter Hecking startete der Österreicher als Stammspieler in die Saison. Bis zur Saisonunterbrechung, die Mitte März 2020 aufgrund der COVID-19-Pandemie nötig geworden war, erzielte er in 23 Einsätzen 9 Tore. Nachdem die Spielzeit nach knapp 2 Monaten mit dem 26. Spieltag wieder aufgenommen worden war, wurde ihm Joel Pohjanpalo vorgezogen, der in der Winterpause von Bayer 04 Leverkusen ausgeliehen worden war, in den letzten 9 Spielen stets in der Startelf stand und dabei 7 Tore erzielte. Hinterseer wurde in dieser Zeit lediglich 6-mal eingewechselt und konnte kein Tor mehr erzielen, sodass für ihn am Saisonende 29 Zweitligaspiele (19-mal von Beginn) mit 9 Toren zu Buche standen, womit er gemeinsam mit Pohjanpalo hinter Sonny Kittel (11) der zweitbeste Torschütze des HSV in dieser Spielzeit war. Der HSV verpasste auf dem 4. Platz erneut den Wiederaufstieg in die Bundesliga. Zur Saison 2020/21 übernahm Daniel Thioune die Mannschaft. Zudem verpflichtete der HSV mit Simon Terodde den Zweitligatorschützenkönig von 2016, 2017 und 2019 und einen der besten Zweitligatorschützen aller Zeiten. Der 29-Jährige fiel auf der Mittelstürmerposition hinter Terodde und Bobby Wood, der unter Hecking kaum berücksichtigt worden war, auf die dritte Position. Bis zum 16. Spieltag brachte es der Stürmer daher in der Liga nur auf 4 Kurzeinsätze.

### Über Südkorea zurück nach Deutschland
Ende Jänner 2021 wechselte Hinterseer nach Südkorea zum Erstligisten Ulsan Hyundai. Dort traf er auf Chung-Yong Lee, mit dem er in der Saison 2018/19 beim VfL Bochum zusammengespielt hatte. Für Ulsan kam er zu 20 Einsätzen in der K League 1, in denen er sechs Tore machte.
Ende August 2021 kehrte der Angreifer wieder nach Deutschland zurück und schloss sich dem Zweitligisten Hannover 96 an, bei dem er einen bis Juni 2023 laufenden Vertrag erhielt. In Hannover konnte er sich allerdings nicht dauerhaft durchsetzen. In der Saison 2021/22 absolvierte er insgesamt 16 Zweitligapartien für 96, in denen er aber ohne Torerfolg blieb.
Im Juli 2022 wechselte Hinterseer vor dem 2. Spieltag der Saison 2022/23 innerhalb der 2. Bundesliga zu Hansa Rostock, wo er einen bis Juni 2024 laufenden Vertrag erhielt. Bis zum Saisonende kam er auf 22 Ligaeinsätze (15-mal Startelf), in denen er 2 Tore erzielte. In der Saison 2023/24 kam er an den ersten 20 Spieltagen nur zu 7 Einwechslungen. Anfang Februar 2024 wurde Hinterseer von Mersad Selimbegović aussortiert und in die zweite Mannschaft versetzt, bei der er bis zum Saison- und damit seinem Vertragsende trainieren und spielen sollte. Diese stand zu diesem Zeitpunkt auf dem letzten Platz der viertklassigen Regionalliga Nordost. Sowohl das Profiteam, als auch die 2. Garnitur der Rostocker stiegen am Ende der Spielzeit ab.

### Rückkehr nach Tirol
Nach neun Jahren im Ausland kehrte er nach seinem Rostock-Abschied zur Saison 2024/25 nach Österreich zurück und wechselte zum Bundesligisten WSG Tirol.

## Nationalmannschaftskarriere

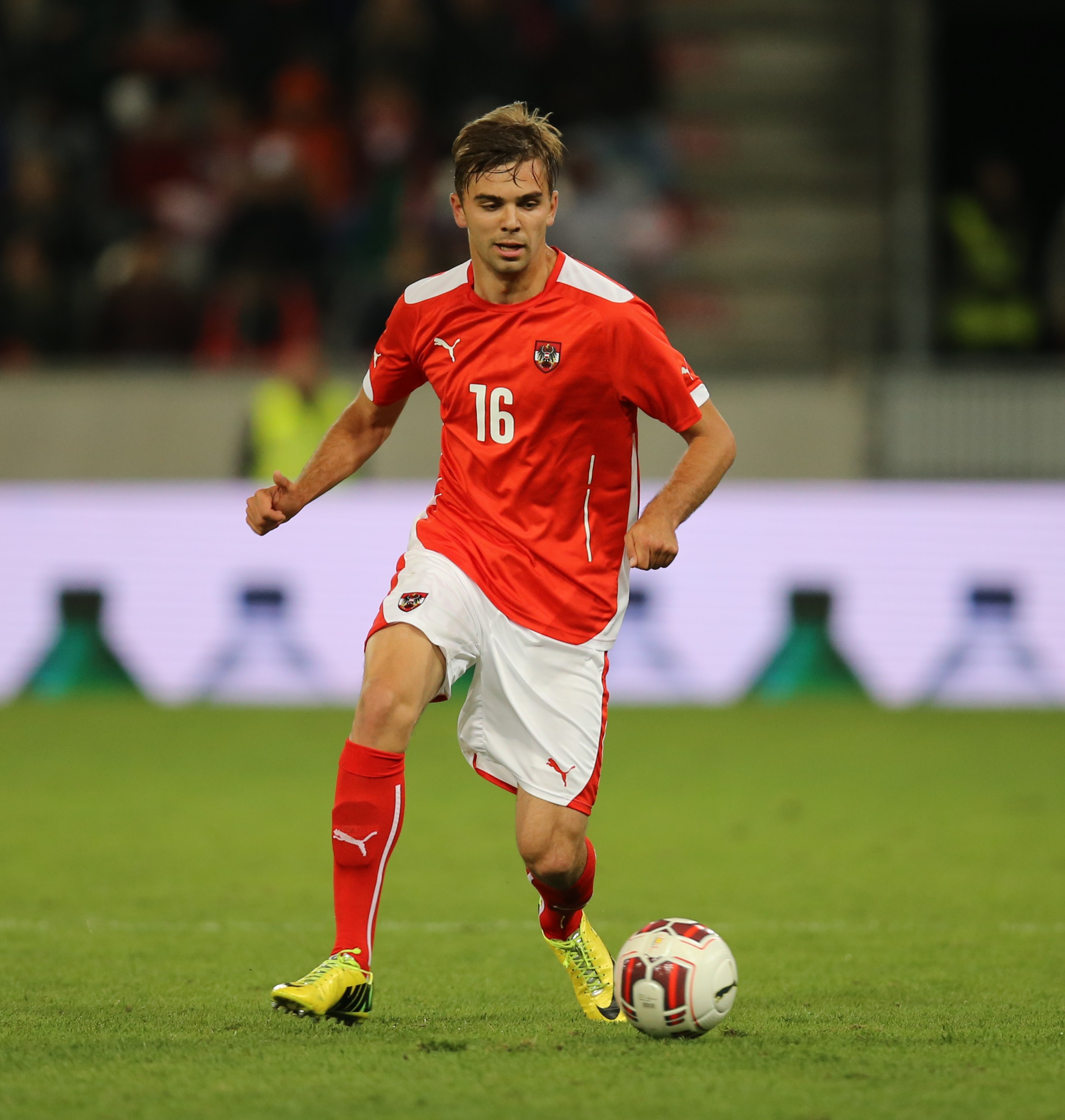
Hinterseer 2014 bei einem Länderspiel gegen Island

Von Erfolgstrainer Paul Gludovatz wurde Hinterseer noch während seiner Zeit in Kitzbühel in den U17-Kader Österreichs geholt. Mit der Mannschaft nahm er 2007 unter anderem am Jugend-Toto-Cup teil. Dort wurde er in den verschiedenen Spielen eingesetzt und konnte mit den Österreichern am Ende des Bewerbs den Titel verteidigen. Auch im Jahr darauf wurde der Stürmer im Jahre 2008 regelmäßig in die U18-Nationalmannschaft seines Heimatlandes geholt, wo er unter Andreas Heraf zumeist allerdings nur auf Abruf und nicht im offiziellen Kader stand. Des Weiteren folgten für den jungen Tiroler Einberufungen in den österreichischen U19-Kader, wo er sich allerdings auch nicht wirklich als Stammkraft einbringen konnte.
Nach seinem steilen Aufstieg in der Saison 2013/14 berief Marcel Koller ihn in den Kader der Nationalmannschaft. Sein Debüt feierte er beim 1:0-Sieg gegen die USA am 19. November 2013.
Bei der Fußball-Europameisterschaft 2016 in Frankreich wurde er in das Aufgebot Österreichs aufgenommen. Seinen einzigen Turniereinsatz hatte er beim 0:0 gegen Portugal in der zweiten Partie, als er in den Schlussminuten eingewechselt wurde. Nach der Gruppenphase schied das Team aus.
Bis 2019 bestritt er 13 Länderspiele.

## Erfolge
- Zweitligameister 2015 und  Aufstieg in die Bundesliga 2015/16 (mit dem FC Ingolstadt 04)
- Meister der Ersten Liga und Aufstieg in die Bundesliga 2010
- Meister der Tiroler Landesliga und Aufstieg in die Regionalliga West 2009
- Jugend-Toto-Cup-Sieger 2007 (Titelverteidigung)